# Вујо Дрндаревић
Вујо Дрндаревић (Ужице, 10. април 1953) је српски научник, редовни професор у пензији, председник првог управног одбора Фонда за науку Републике Србије, бивши шеф Катедре за електронику и руководилац докторских студија у области Електронике Електротехничког факултета Универзитета у Београду.

## Биографија
Вујо Дрндаревић је рођен 1953. године у Ужицу где је завршио основну и средњу школу. Завршио је Електротехнички факултет Универзитета у Београду где је дипломирао 1977., магистрирао 1981. и докторирао 1989. године.
Од 1978. до 2002. године радио је у Институту Винча у Лабораторији за електронику, где је био шеф Одељења за инструментацију и мерне системе и Директор лабораторије. Од 1985. до 1988. године радио је у лабораторијама Science Application International Corporation, Santa Clara, као гостујући научник.
Од 1994. на Електротехничком факултету у Београду, на Електротехничком факултету Универзитета у Бањалуци од 1998. и на Саобраћајном факултету Универзитета у Београду од 2002. године држао је наставу из области Електронике, Компјутеризованих мерно-управљачких система и Инструментације.
Аутор је осам универзитетских уџбеника. Објавио је преко 200 научних и стручних радова, од чега 25 радова у водећим међународним часописим. Био је руководилац седам већих научних пројеката и већег броја истраживачких и развојних пројеката .
Члан је међународног друштва електро инжењера ИЕЕЕ, Европског нуклеарног друштва, друштва Телфор, друштва ЕТРАН и Друштва за заштиту од зрачења Србије. Члан је Уређивачког борда међународног часописа Nuclear Technology аnd Radiation Protection, уређивач је часописа TELFOR Journal и Координатор секције Applied Electronics међународне конференције Телфор. Био је уредник часописа Техника - Електротехника и председник секције за електронику конференције за ЕТРАН.
Од 2019. до 2023. године био је председник Управног одбора Фонда за науку Републике Србије. Био је председник Скупштине Електротехничког института Никола Тесла Београд од 2016. до 2019. године и председник Скупштине привредног друштва Мобтел-ПТТ Београд од 2014. до 2021. године.
Експерт је Међународне агенције за атомску енергију при Уједињеним нацијама. У оквиру међународних пројекта за развоја и јачање капацитета у области електронске инструментације, мерних, управљачких и сигурносних система конципирао је и држао је тренинге у Етиопији, Нигерији и Алжиру.